# Michelade

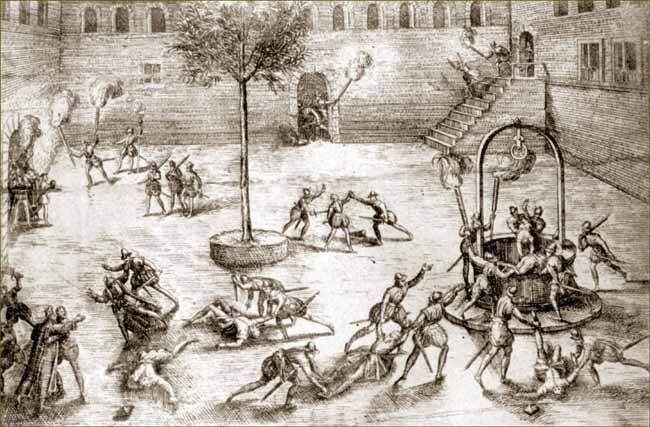
La Michelade del 29 settembre 1567 a Nîmes

Michelade è il nome dato al massacro dei monaci e chierici cattolici perpetrato da rivoltosi protestanti avvenuto il 29 settembre 1567 a Nîmes. Furono uccise dalle 80 alle 90 persone. La Michelade fa parte dei diversi tentativi operati dai protestanti per seminare il terrore.

## Storia
Il 22 maggio 1567, i delegati della Linguadoca si riunirono sotto la presidenza del vescovo di Montpellier e si opposero all'insediamento del capitaine La Grille come siniscalco, perché era protestante e pretesero che i consoli di Nîmes e i professori della città fossero tutti cattolici. Di fronte a quest'inatteso reclamo, il patto di riconciliazione faticosamente raggiunto qualche mese prima si frantumò.
Il castello reale della "città romana" si riempì di truppe. Influì anche l'annosa rivalità che divideva le due famiglie più influenti della città, gli Albenas cattolici e i Calvières protestanti. Il giorno prima a Montceaux-lès-Meaux, aveva avuto luogo la fallita sorpresa di Meaux, un tentativo di rapimento del re di Francia Carlo IX, che, insieme alla madre Caterina de' Medici, ivi soggiornava temporaneamente, ad opera delle truppe protestanti comandate da Luigi I di Borbone-Condé.
Il 29 settembre 1567 l'esplosione di odio si tradusse nel dramma della Michelade, che prese il nome dall'omonima festa, fiera che si tiene il giorno di san Michele a Nîmes.
Mentre passava vicino alla porta Augusta della città, una verduriera protestante fu insultata da alcuni soldati e le sue verdure furono calpestate. Un incidente che sarebbe stato banale in un altro frangente: alle grida della ragazza accorsero invece contadini e soldati protestanti.
Dopo uno scambio di ingiurie e di minacce fra i soldati e i protestanti, una parola d'ordine circolò fra la folla: «Alle armi! A morte i papisti! Mondo nuovo!».
L'insurrezione si accese così rapidamente, che nessuno la poté fermare. L'istinto della vendetta ebbe la meglio sulla morale.
Il primo console della città, un cattolico che era stato nominato in modo molto contestato, Guy Rochette, scese in strada con coraggio e cercò di riappacificare i manifestanti, ma fu costretto a rifugiarsi presso il vescovo Bernard d'Elbène.
Il vicario generale, insieme ad ottanta fra monaci e chierici, fu incarcerato (secondo i rivoltosi per le loro azioni violente contro i riformati), quindi i prigionieri furono prelevati da una banda di forsennati, massacrati e gettati in un pozzo del cortile del vescovado il 30 settembre. I loro corpi saranno ritrovati ammassati sul fondo del pozzo, durante alcuni lavori, tre secoli più tardi.
Solo il vescovo riuscì a fuggire (il primo console fu arrestato) e raggiunse nella notte Tarascona, grazie a un soldato protestante, Jacques Coussinal.
I rivoltosi saccheggiarono le chiese cattoliche della città e tentarono di demolire il campanile della cattedrale colpendolo alla base, senza neanche pensare al pericolo che una simile demolizione poteva causare.
Le donne cattoliche tuttavia furono risparmiate dalla furia dei rivoltosi protestanti.
Il concistoro protestante si oppose vivacemente a queste violenze e diede ordine alle truppe di porre fine ai disordini e ammonì i capi della rivolta: Servas, Vigier e altri. La furia cessò immediatamente così com'era nata, cedendo il posto ai rimorsi.
Per i contemporanei, questi atti criminali avevano delle circostanze attenuanti: l'esasperazione provocata dall'impossibilità di ottenere la libertà di religione e dall'oppressione, ma non si potevano giustificare. Gli stessi pastori dell'epoca la condannarono.
Come rappresaglia, i cattolici sostennero le persecuzioni più violente e incendiarono, nel 1568, il grande tempio della Calade, costruito solamente due anni prima con l'autorizzazione del re Carlo IX, che fu ricostruito nel 1595 e nuovamente distrutto nel 1686).
Il parlamento di Tolosa decise che «cento capifamiglia saranno condotti su un carro per tutte le vie e i crocicchi della città», che «i loro beni saranno confiscati» e che subiranno «una morte infamante ». La maggioranza dei condannati decise allora di emigrare.
Successivamente alcune ordinanze reali provenienti da Parigi proibirono severamente le prediche e la pratica del culto protestante sotto qualsiasi forma.
Questo episodio s'inquadra nelle guerre di religione che insanguinarono la Francia nel XVI secolo. Prefigurò, sebbene su scala decisamente minore, il massacro dei protestanti per mano dei cattolici noto come massacro di San Bartolomeo, avvenuto il 24 agosto 1572.
Centotrentasei anni dopo a Nîmes, un massacro organizzato dall'esercito reale contro i protestanti costituirà uno degli episodi più sanguinari delle guerre di religione: il massacro del mulino dell'Agau.